# Tizi Ouasli
Tizi Ouasli (franska: Tizi Ouasli (CR), Tizi Ouasli (Commune Rurale), arabiska: تيزي وسلي) är en kommun i Marocko.   Den ligger i provinsen Taza och regionen Fès-Meknès, i den nordöstra delen av landet, 290 km öster om huvudstaden Rabat. Antalet invånare är 6 690.